# Президенти-Пруденти (мезорегион)

Президенти-Пруденти на карте.

Президенти-Пруденти (порт. Mesorregião de Presidente Prudente) — административно-статистический мезорегион в Бразилии, входит в штат Сан-Паулу. Население составляет 848 124 человека (на 2010 год). Площадь — 24 039,114 км². Плотность населения — 35,28 чел./км².

## Демография
Согласно сведениям, собранным в ходе переписи 2010 г. Национальным институтом географии и статистики (IBGE), население мезорегиона составляет:
| Полное население                            | Полное население                            | Полное население                            | Полное население                            | 848 124 |
| ------------------------------------------- | ------------------------------------------- | ------------------------------------------- | ------------------------------------------- | ------- |
| в том числе:                                | Городское население                         | 752 162                                     | Процент городского населения, %             | 88,69   |
|                                             | Сельское население                          | 95 962                                      | Процент сельского населения, %              | 11,31   |
|                                             | Мужское население                           | 424 629                                     | Процент мужского населения, %               | 50,07   |
|                                             | Женское население                           | 423 495                                     | Процент женского населения, %               | 49,93   |
| Плотность населения, чел/км²                | Плотность населения, чел/км²                | Плотность населения, чел/км²                | Плотность населения, чел/км²                | 35,28   |
| Население мезорегиона в % к населению штата | Население мезорегиона в % к населению штата | Население мезорегиона в % к населению штата | Население мезорегиона в % к населению штата | 2,06    |

## Статистика
- Валовой внутренний продукт на 2003 составляет 6 874 647 971,00 реалов (данные: Бразильский институт географии и статистики).
- Валовой внутренний продукт на душу населения на 2003 составляет 8347,08 реалов (данные: Бразильский институт географии и статистики).
- Индекс развития человеческого потенциала на 2000 составляет 0,796 (данные: Программа развития ООН).

## Состав мезорегиона
В мезорегион входят следующие микрорегионы:
1. Адамантина
2. Драсена
3. Президенти-Пруденти